# Johan Rudolph Thiele
Johan Rudolph Thiele (30. januar 1736 – 30. januar 1815) var en tysk-dansk bogtrykker og forlægger.

## J.R. Thieles biografi
J.R. Thiele blev født i Lippe i det westfalske, hvor faderen var forstembedsmand. Han skal allerede 1748 være kommet til København, hvor han blev typograf og synes at have været knyttet til Det Berlingske Officin. I 1770 købte han L.L. Heidens bogtrykkeri, og da han 16. oktober 1771 ægtede bogtrykker Thomas Larsen Borups enke, Rebecca født Buck, blev han tillige ejer af det Borupske bogtrykkeri ligesom af den ejendom i Valkendorfsgade, der, udvidet og ombygget, endnu indtil 1937 var det Thieleske Bogtrykkeris hjem. Den københavnske bogtrykker Christian Frederik Holm blev udlært i det Thielske bogtrykkeri.
Efter bogtrykker Borup arvede han et broget forlag af småskrifter, viser og billeder, og i disse retninger fortsatte han, hvad nogle af Trykkefrihedstidens småskrifter viser ligesom en del træskårne billeder fra Struensee-perioden. Desuden trykte han en del tidsskrifter og aviser, bl.a. Politisk og Physisk Magazin og Kiøbenhavns Aftenpost.
Men der udgik dog også større og bedre ting fra hans presser, f.eks. en smuk udgave af Ludvig Holbergs Peder Paars, og sikkert er det, at han blev en ganske formuende mand. Da hans ovennævnte hustru døde i 1774, træffer vi ham kort efter gift med Anna Louise Budde, født Falkenberg, og da også hun døde, ægtede han 28. oktober 1785 sin tredje hustru, Anna Koed de Hemmer (født 8. oktober 1758), en datter af provst Hans de Hemmer til Lyngby og Albøge. Også hende overlevede han. Men da hun afgik ved døden 11. juli 1812, og Statsbankerotten året efter tog hans formue, sank han sammen. Han døde på sin 79-årigs fødselsdag.

## Thieles Bogtrykkeris videre historie
I hans sidste svage år forestodes bogtrykkeriet af sønnen Hans Henrik Thiele (født 22. juli 1787 død 12. april 1839), der var blevet student 1806 og ville have studeret videre, men nu blev bogtrykker, og det endda under små, trykkede forhold. Des større ros fortjener det derfor, at han gjorde det Thieleske Bogtrykkeri til et bogtrykkeri, der arbejdede med omhu og smag. Mærkes kan det bl.a., at da de gængse typer fra de tyske skriftstøberier ikke tilfredsstillede ham, knyttede han forbindelser i Frankrig.
Han var ogsaa en mand med litterære interesser. Han forlagde en del betydelige bøger, og på Johan Christian Riises populærvidenskabelige tidsskrift Arkiv for Historie og Geografi havde han mere end forlæggerindflydelse. 4. maj 1821 ægtede han Anne Marie Andersen (født 31. august 1785 død 3. november 1860), datter af husmand i Høsterkøb Niels Andersen.
Ved hans forholdsvis tidlige død var hans 2 sønner, Johan Rudolf Just Felix Thiele (født 5. oktober 1823) og Andreas Jeppe Smith Thiele (født 18. august 1825), ikke fuldt 16 og 14 år. Der kom nu en ny nedgangsperiode over bogtrykkeriet, der delvis forestodes af en farbroder, etatsråd F. W. Thiele. Sønnerne oplærtes begge i typografien, og fra 1844 fik de deres videre uddannelse i F.A. Brockhaus' store bogtrykkeri i Leipzig, Just Thiele særlig som Trykker.
Da de 1846 kom hjem efter også at have besøgt Prag og Wien, beskæftigedes der kun 4 à 5 personer i bogtrykkeriet. Men nu kom der lidt efter lidt fart i det. 1849 anskaffedes den første hurtigpresse, der senere har fået saa mange Efterfølgere, og 1854 fik det voksende etablissement, som brødrene overtog i 1853, dampkraft. Deres solide dygtighed skaffede kunder og heriblandt både Privatbanken, Nationalbanken og staten.
Fra 1851 trykkede de de danske frimærker, fra 1861 de danske stempelmærker osv., hvad der medførte, at de fik maskiner til både galvanoplastik og guillochering ligesom nummererings-, præge- og udhugningsmaskiner. Men frem for alt skal det nævnes, at de gik i spidsen med at levere smukt trykte illustrationsværker.
Der kan peges på en række større videnskabelige arbejder, særlig af arkæologisk og arkitektonisk indhold, til hvilke det Thieleske Navn er knyttet med den største ære. Men arbejdet sled, og det var efter en udmærket, men også ivrig og anstrengt virksomhed, at den ældste af brødrene, Just Thiele, 30. august 1876 afgik ved døden. 13. februar 1853 havde han ægtet Hanne Jacobine Scheel (født 17. marts 1821 død 7. maj 1896), datter af major Hans Jac. Scheel og Anna Rebecca Elisabeth f. Sandberg, og nu blev denne hans enke medejer; men bogtrykkeriets styrelse lå selvfølgelig hos den ugifte svoger Andreas Thiele, der stadig, til han 1901 trak sig tilbage, stod som det
store etablissements dygtige leder, fra 1896 med den afdøde broders svigersøn S. Wedege ved sin side.
Trykkeriet ophørte først i 1937, efter en længere periode med nedgang, da trykkeriet havde forsømt at forny sin maskinpark og i lang tid havde kørt med underskud. Som følge af dette opsagde Postvæsenet samarbejdet, og trykkeriet mistede derved den værdifulde indtægtstkilde ved trykning af frimærker